# 진주 연화사 목조아미타여래좌상
진주 연화사 목조아미타여래좌상(晋州 蓮華寺 木造阿彌陀如來坐像)은 대한민국 경상남도 진주시 옥봉동 연화사에 있는 조선시대의 불상이다. 2008년 1월 10일 경상남도의 유형문화재 제462호로 지정되었다.

## 개요
진주 연화사 대웅전에 봉안되어 있는 삼존불 중 중앙의 본존불은 조선시대에 조성된 목조아미타여래좌상이며, 그 좌우의 협시보살상은 근래에 조성된 것이다. 사찰 측에서 전하는 바에 의하면 이 본존불은 고성군 운흥사에 있던 것을 이곳으로 옮겨온 것이라 하며, 다른 복장물은 모두 사라지고 10여종의 다라니경만이 발견되었다고 한다. 이 불상은 높이가 1m가 넘는 크기로 통견에 항마촉지인을 결한 채 결가부좌하고 있는데 양다리 사이의 군의자락과 뒷면 등의 개금이 일부 박락되었으나 이를 제외하면 상태는 대체로 양호한 편이다.

## 참고 문헌
- 진주 연화사 목조아미타여래좌상 - 국가유산청 국가유산포털
- 이 문서에는 문화재청에서 공공누리 제1유형으로 배포된 자료를 바탕으로 한 내용이 포함되어 있습니다.